# All the Things She Said
All the Things She Said är en låt framförd av den ryska musikgruppen Tatu. Den är skriven av Trevor Horn, Martin Kierszenbaum, Valery Polienko, Sergio Galoyan och Elena Kiper. Singeln släpptes den 18 augusti 2002 och är gruppens engelska debutsingel. Den är också den första singeln från gruppens engelska debutalbum 200 km/h in the Wrong Lane. Låten blev en enorm hit över hela världen och toppade de nationella singellistorna i bland annat Australien, Danmark, Italien, Nya Zeeland, Schweiz och Österrike. Den tillhörande musikvideon till låten hade fler än 102 miljoner visningar på Youtube i juli 2016.

## Listplaceringar
| Lista               | Topplacering |
| ------------------- | ------------ |
| Australien          | 1            |
| Belgien (Flandern)  | 2            |
| Belgien (Vallonien) | 3            |
| Danmark             | 1            |
| Finland             | 3            |
| Frankrike           | 2            |
| Italien             | 1            |
| Nederländerna       | 2            |
| Norge               | 2            |
| Nya Zeeland         | 1            |
| Schweiz             | 1            |
| Sverige             | 2            |
| Österrike           | 1            |